# ذعطب (السوم)

تعديل مصدري - تعديل

ذعطب هي إحدى قرى عزلة السوم بمديرية السوم التابعة لمحافظة حضرموت، بلغ تعداد سكانها 62 نسمة حسب تعداد اليمن لعام 2004.